# Iwuy
Iwuy ist eine französische Gemeinde mit 3335 Einwohnern (Stand 1. Januar 2022) im Département Nord in der Region Hauts-de-France. Sie gehört zum Arrondissement Cambrai und zum Gemeindeverband Agglomération de Cambrai.

## Geografie
Die Gemeinde Iwuy liegt im äußersten Norden Frankreichs nahe der Mündung des Erclin in die kanalisierte Schelde, neun Kilometer nordöstlich von Cambrai und 14 Kilometer südwestlich von Valenciennes. Das Bodenrelief der Gemeinde ist überwiegend eben, im Südosten erheben sich sanfte Hügel, der höchste Punkt im Gemeindeareal liegt hier auf 81 m über dem Meer. Das Gebiet der Gemeinde ist wie auch die nähere Umgebung fast waldlos. Lediglich in der Nähe der Schelde haben sich kleinere Auwaldbestände (Les Petits Bois) gehalten. Außerhalb des geschlossenen Siedlungsbildes des Kernortes liegen weite Feldfluren und Weideflächen.
Nachbargemeinden von Iwuy sind Hordain im Norden, Avesnes-le-Sec im Nordosten, Villers-en-Cauchies im Osten, Rieux-en-Cambrésis im Südosten, Naves im Süden, Thun-Saint-Martin im Südwesten, Thun-l’Évêque im Westen sowie Estrun im Nordwesten.

## Geschichte
Funde behauener Steine und Reste von Grabstätten lassen auf eine Besiedlung der Gegend um Iwuy bereits in prähistorischer Zeit schließen.
Um die Zeitenwende wurde die Umgebung von Iwuy vom Stamm der Nervier bewohnt. Sie bauten ihre Pfahlhäuser am rechten, östlichen Scheldeufer. Eine Brücke über die Schelde verband das rechte Ufer mit dem Oppidum von Estrun. Überreste der Pfähle konnten beim Bau eines Herrenhauses geborgen werden.
Nach der Eroberung Galliens durch Julius Caesar im 4. Jahrhundert wurde das nahegelegene Cambrai eine wichtige Stadt der Römer. Davon zeugen Urnen, Schmuck und Münzen mit Bildnissen der römischen Kaiser, die hier gefunden wurden.
Nach dem Vertrag von Verdun im Jahr 843 bildete die Schelde bei Iwuy die Grenze zwischen den Königreichen Karls des Kahlen und Ludwig des Frommen für 800 Jahre; Iwuy gehörte fortan zum Kreis Cambrésis von Erclindie in der Grafschaft Hennegau innerhalb des Heiligen Römischen Reiches.
Die erste bekannte Iwuy beherrschende Adelsfamilie waren die Écaillon, deren gezahntes Kreuz im Wappen die Vorlage für das Gemeindewappen von Iwuy bildete.
Zu Beginn des Hundertjährigen Krieges erlitt Iwuy schwere Verwüstungen durch britische, flämische und französische Truppen.

### Bevölkerungsentwicklung
| Jahr      | 1962 | 1968 | 1975 | 1982 | 1990 | 1999 | 2006 | 2014 | 2021 |
| Einwohner | 3579 | 3573 | 3572 | 3509 | 3418 | 3606 | 3124 | 3307 | 3343 |

Im Jahr 1901 wurde mit 4021 Bewohnern die bisher höchste Einwohnerzahl ermittelt. Die Zahlen basieren auf den Daten von cassini.ehess und INSEE.

## Kultur und Sehenswürdigkeiten

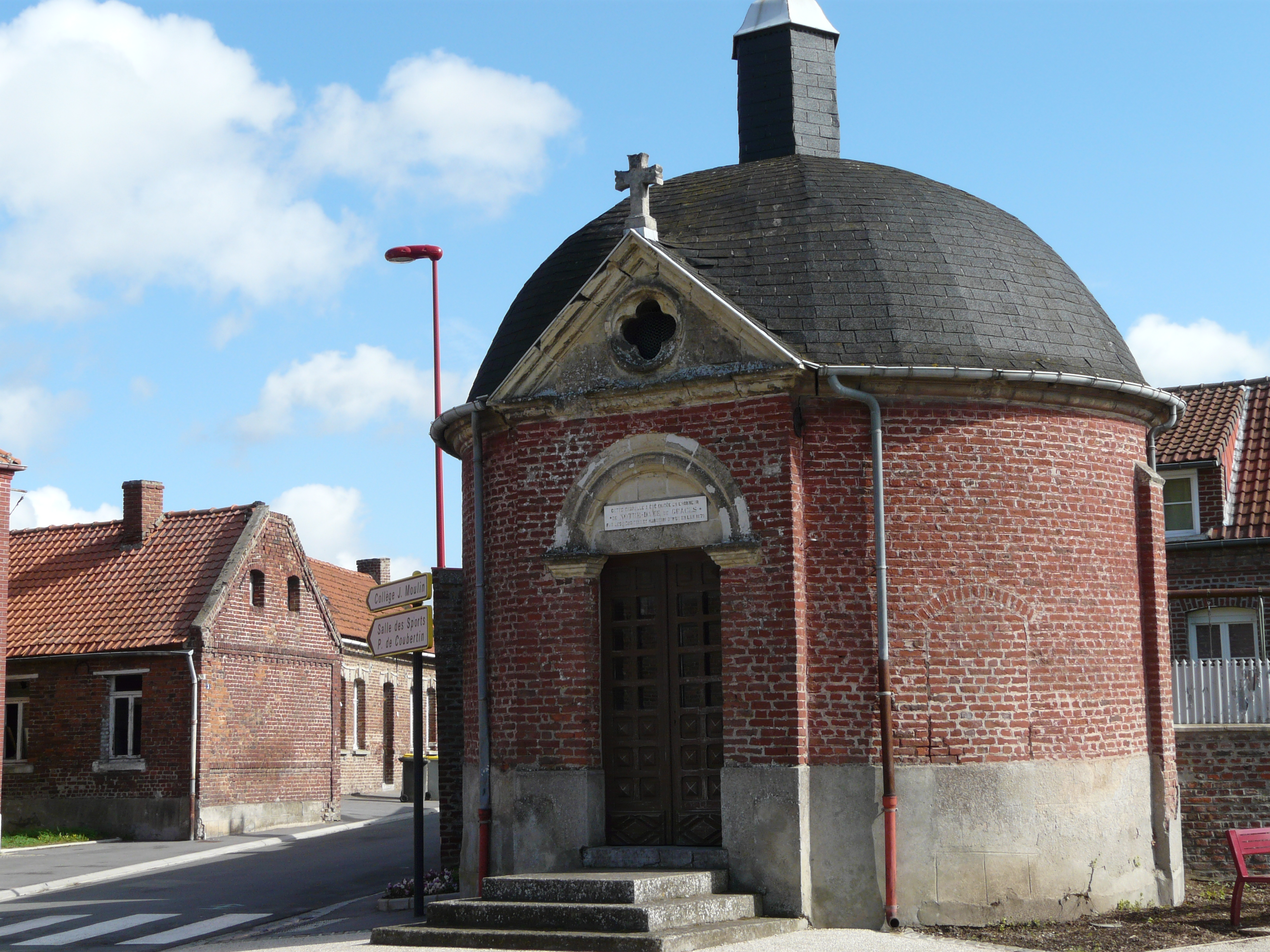
Kapelle Notre-Dame de Grâce

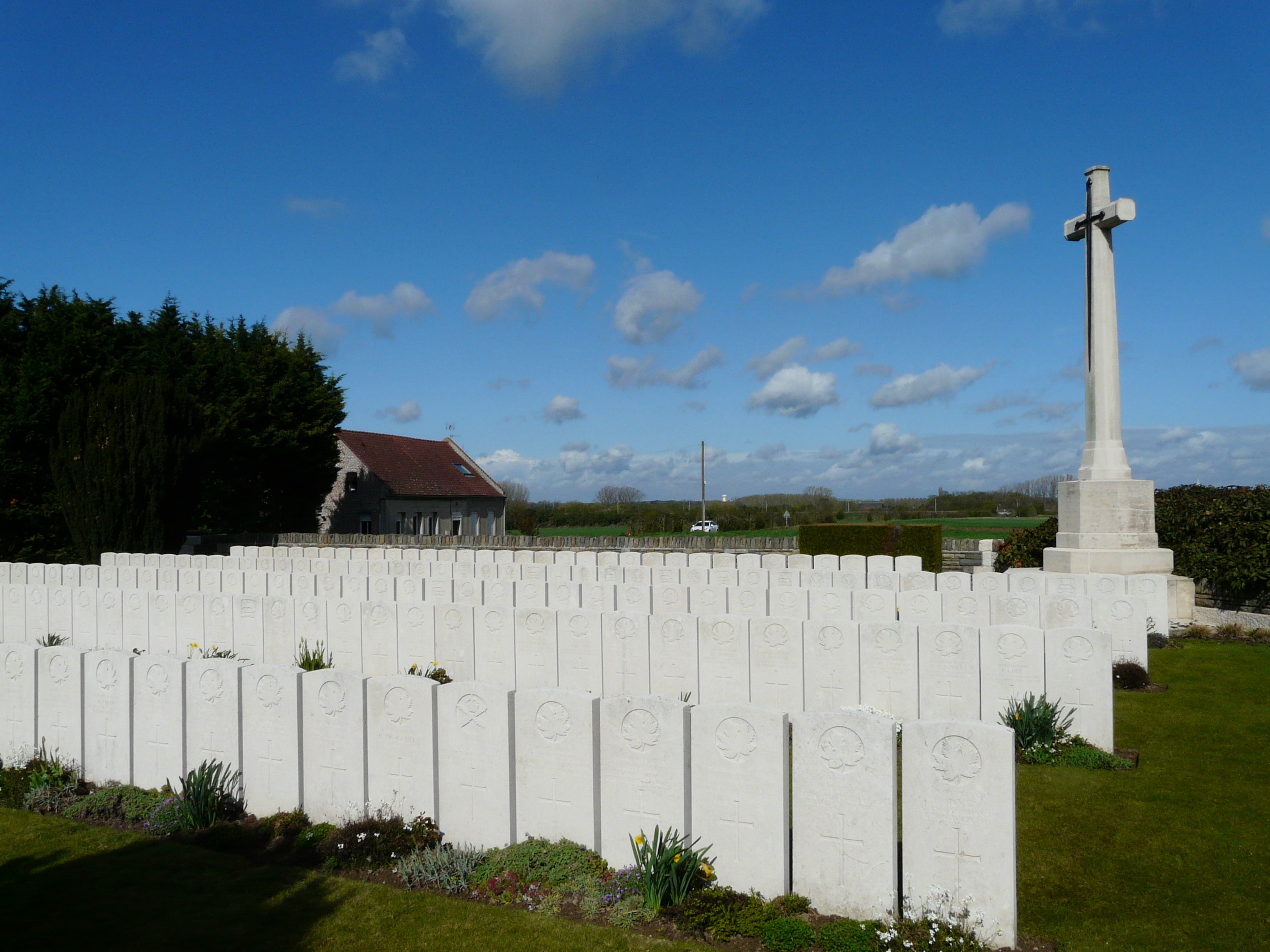
Britischer Soldatenfriedhof

- Kirche St. Vedast (Église Saint-Vaast) aus dem 18. Jahrhundert
- Kapelle Notre-Dame de Grâce
- Herrenhaus aus dem Jahr 1338–1720 von Claude Le Blanc (1669–1728), einem Edelmann und Verwalter in mehreren Provinzen, erworben.
- Niagara cemetery – Soldatenfriedhof für gefallene Briten des Ersten Weltkrieges (cimetière militaire britannique)

Kirche St. Vedast in Iwuy
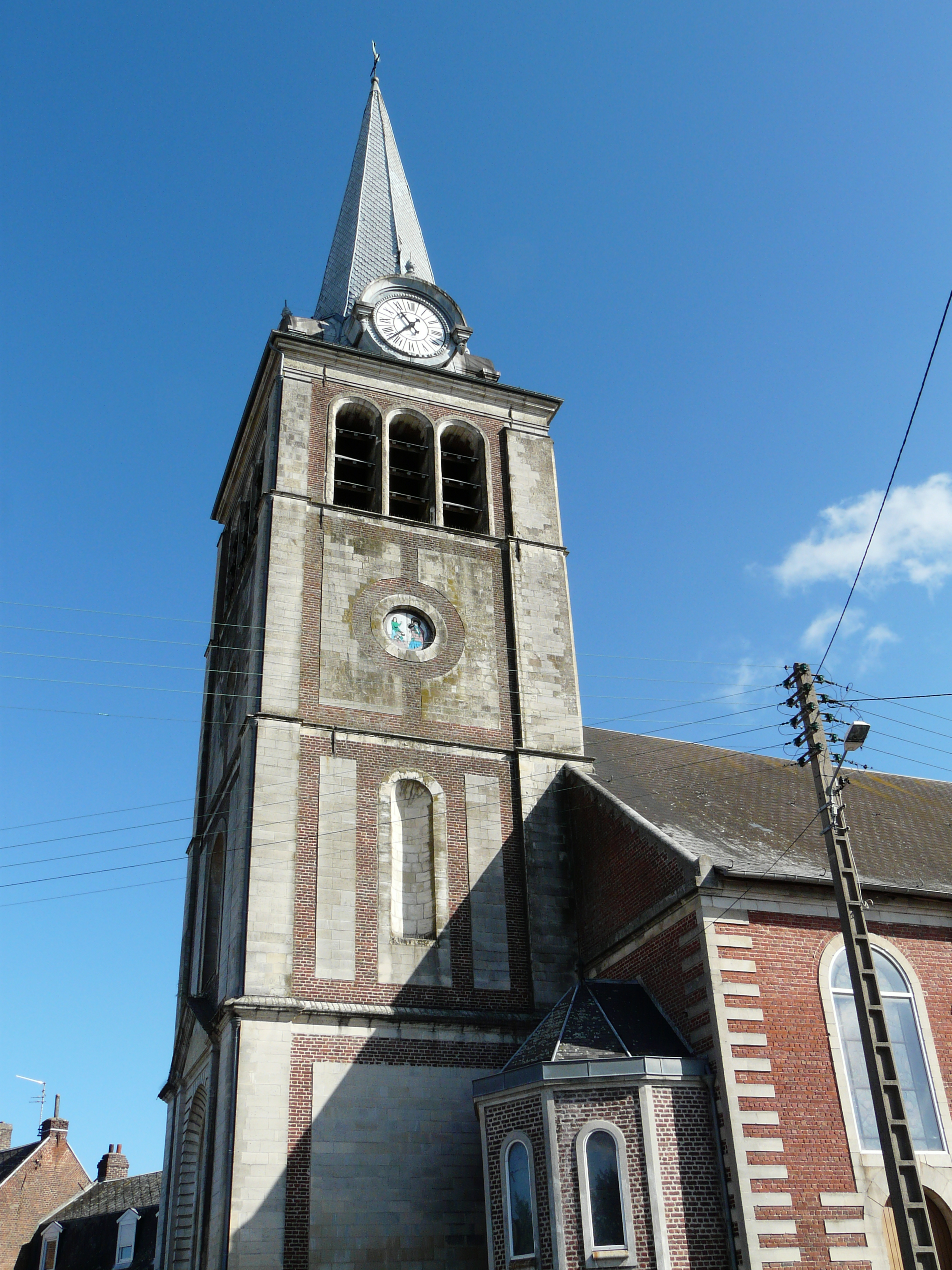
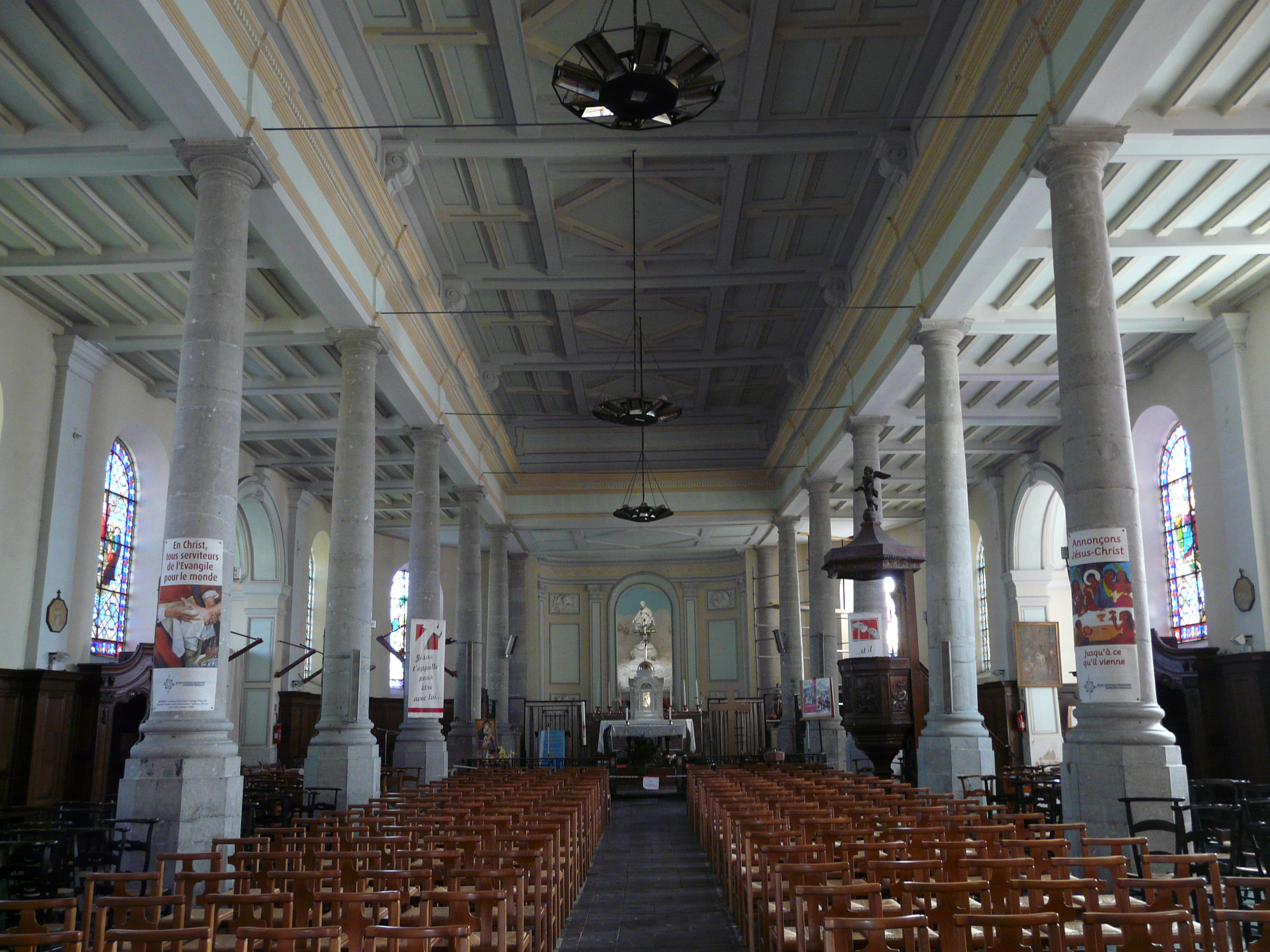

### Folklore und Karneval
Die Géants d’Iwuy (deutsch: Giganten von Iwuy) gehören zur in der Region Hauts-de-France und im benachbarten Belgien auf Festen verbreiteten traditionellen Riesenfiguren (Géants du Nord). Die Figuren aus Iwuy heißen Alfred El’Rempailleux (kreiert 2002) sowie Joseph El’Carrioteux und Eugénie El’Canneleuse (kreiert 2006). Seit 2005 werden die Aufführungen von der UNESCO unter dem Titel Prozessionen der Riesen und Drachen aus Belgien und Frankreich als Meisterwerke des mündlichen und immateriellen Erbes der Menschheit geführt.

## Wirtschaft und Infrastruktur
Die Bewohner von Iwuy arbeiten in den acht Landwirtschaftsbetrieben (hauptsächlich Getreideanbau), in kleinen Handwerks- und Dienstleistungsbetrieben oder in den Industriegebieten an der Peripherie des Ortes (Parc d'Activités du Val de Calvigny). Viele Bewohner pendeln auch ins nahe Gewerbe- und Verwaltungszentrum Cambrai.

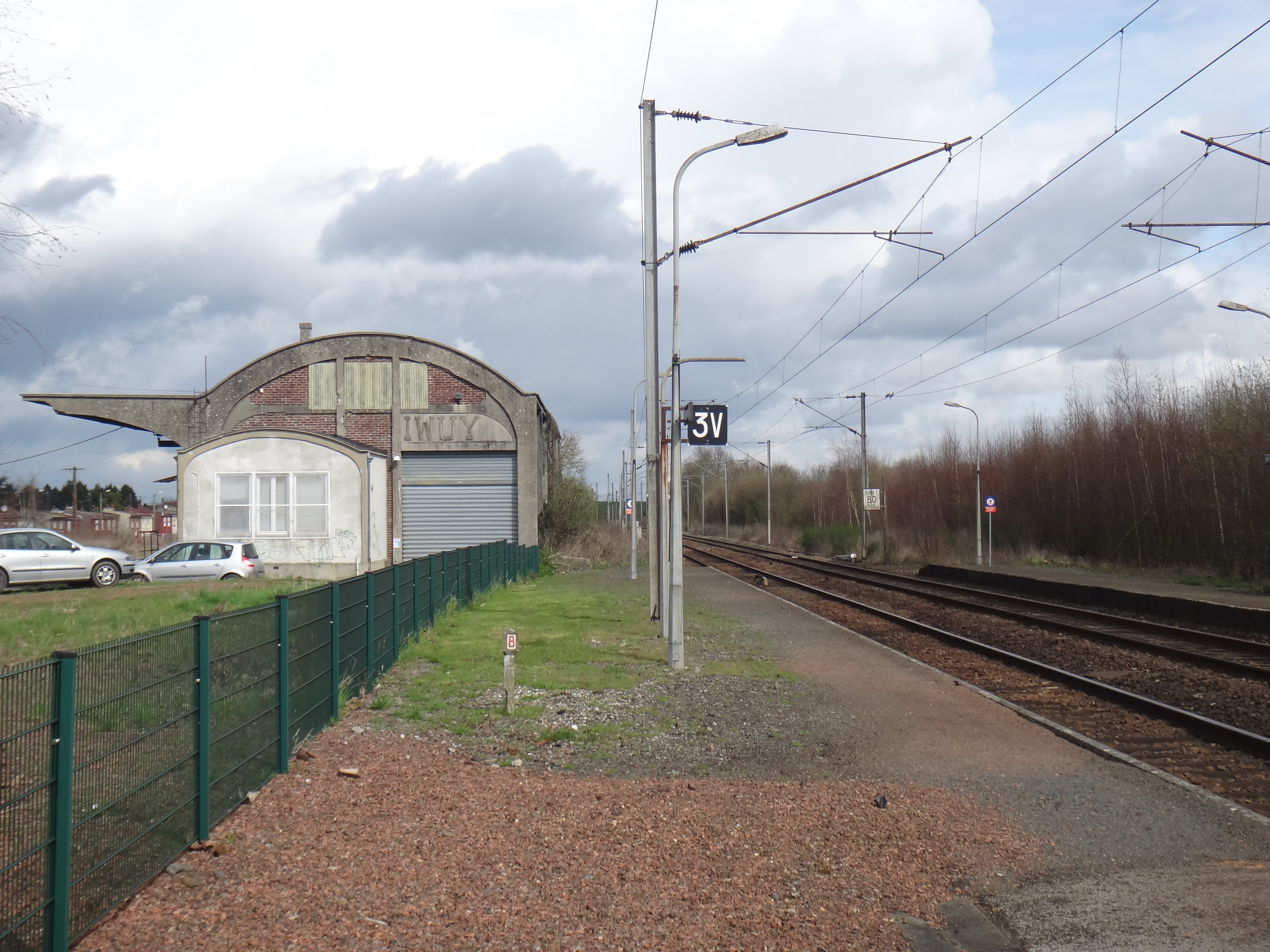
Bahnhof Iwuy
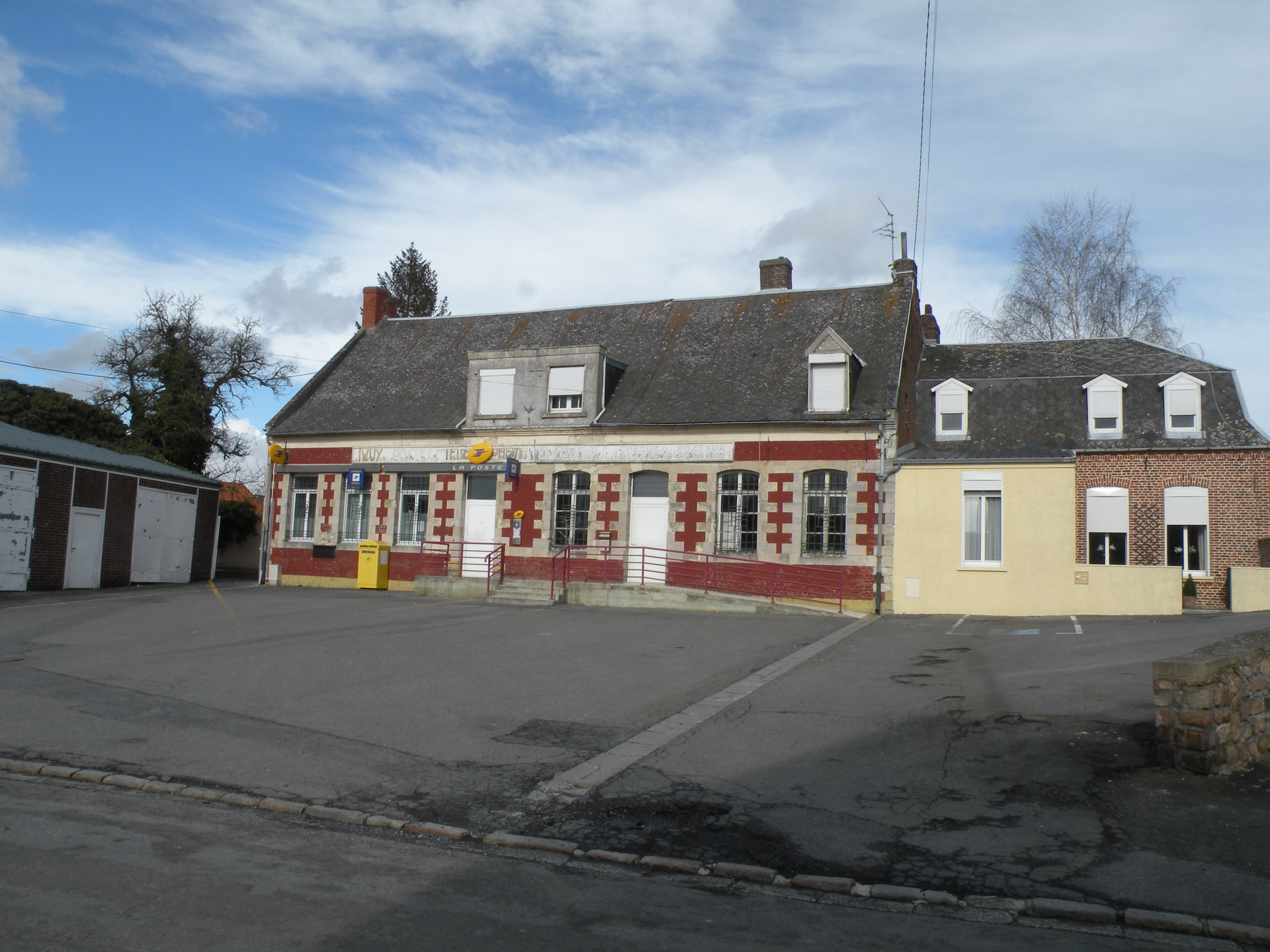
Postamt
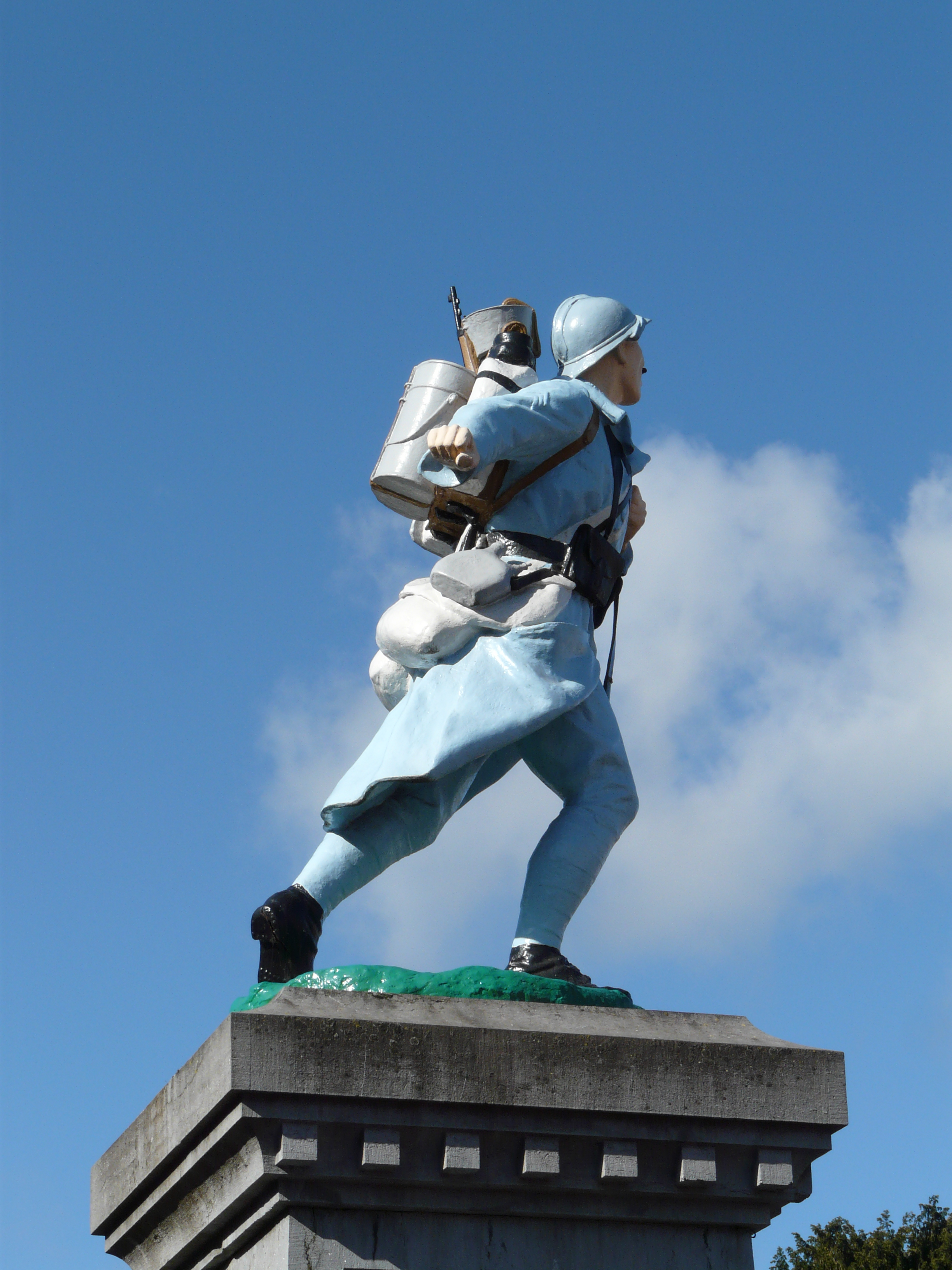
Gefallenendenkmal

Die Autoroute A2, die einen Teil der Verbindung aus dem Großraum Paris nach Belgien und dem Industriegebiet um Lille bildet, streift den Nordwesten des Gemeindegebietes. Von einem Anschluss an die A2 verläuft die Fernstraße nach Cambrai durch Iwuy. Weitere Straßenverbindungen bestehen zu den Nachbargemeinden Avesnes-le-Sec und Rieux-en-Cambrésis.
Der Bahnhof Iwuy liegt an der 1858 eröffneten Bahnlinie von Busigny nach Somain, betrieben vom Verkehrsunternehmen TER Nord-Pas-de-Calais.

## Belege
1. ↑  Johannes Fried: Die Formierung Europas. 840–1046. 3. überarbeitete Auflage. Oldenbourg, München 2008, ISBN 978-3-486-49703-8 (=Oldenbourg Grundriss der Geschichte, 6).
2. ↑  Geschichtsabriss Iwuy. Autor: A. Dumoulin
3. ↑  Iwuy auf cassini.ehess
4. ↑  Iwuy auf INSEE
5. ↑  Liste der Géants du Nord (Memento des Originals vom 22. Januar 2013 im Internet Archive)  Info: Der Archivlink wurde automatisch eingesetzt und noch nicht geprüft. Bitte prüfe Original- und Archivlink gemäß Anleitung und entferne dann diesen Hinweis.
6. ↑  Landwirtschaftsbetriebe auf annuaire-mairie.fr (französisch)